# Sabirzhan Ruziyev
Sabirzhan Sabitovich Ruziyev –en ruso, Сабиржан Сабитович Рузиев– (Belovódskoye, 15 de junio de 1953) es un deportista soviético de origen uzbeco que compitió en esgrima, especialista en la modalidad de florete.
Participó en dos Juegos Olímpicos de Verano, obteniendo una medalla de plata en Moscú 1980, en la prueba por equipos (junto con Alexandr Romankov, Vladimir Smirnov, Ashot Karaguian y Vladimir Lapitski), y el cuarto lugar en Montreal 1976, en la misma prueba.
Ganó cuatro medallas en el Campeonato Mundial de Esgrima entre los años 1975 y 1981.

## Palmarés internacional
| Juegos Olímpicos   | Juegos Olímpicos           | Juegos Olímpicos  | Juegos Olímpicos    |
| Año                | Lugar                      | Medalla           | Prueba              |
| ------------------ | -------------------------- | ----------------- | ------------------- |
| 1980               | Moscú (URSS)               | Medalla de plata  | Florete por equipos |
| Campeonato Mundial |                            |                   |                     |
| Año                | Lugar                      | Medalla           | Prueba              |
| 1975               | Budapest (Hungría)         | Medalla de plata  | Florete por equipos |
| 1977               | Buenos Aires (Argentina)   | Medalla de bronce | Florete por equipos |
| 1979               | Melbourne (Australia)      | Medalla de oro    | Florete por equipos |
| 1981               | Clermont-Ferrand (Francia) | Medalla de oro    | Florete por equipos |